# Eusarsiella bedoyai
Eusarsiella bedoyai is een mosselkreeftjessoort uit de familie van de Sarsiellidae. De wetenschappelijke naam van de soort is voor het eerst geldig gepubliceerd in 1992 door Baltanas.